# Peru a 2022. évi téli olimpiai játékokon
Peru a kínai Pekingben megrendezett 2022. évi téli olimpiai játékok egyik részt vevő nemzete volt. Az országot az olimpián 1 sportágban 1 sportoló képviselte, aki érmet nem szerzett.

## Alpesisí
Női
| Versenyző           | Versenyszám      | 1. futam | 1. futam | 2. futam | 2. futam | Összesítés | Összesítés |
| Versenyző           | Versenyszám      | Idő      | Hely.    | Idő      | Hely.    | Idő        | Helyezés   |
| ------------------- | ---------------- | -------- | -------- | -------- | -------- | ---------- | ---------- |
| Ornella Oettl Reyes | Óriás-műlesiklás | 1:12,52  | 57.      | 1:11,53  | 46.      | 2:24,05    | 46.        |
| Ornella Oettl Reyes | Műlesiklás       | 1:03,25  | 53.      | 1:01,34  | 44.      | 2:04,59    | 44.        |